# Ivan Dončević
Ivan Dončević (Velika Trnava, 8. studenog 1909. – Zagreb, 14. ožujka 1982.) bio je hrvatski pjesnik, prozaik, dramski pisac, novinar, urednik i nakladnik.

## Životopis
Dončević se školovao u Velikim Zdencima, Dragancu kraj Čazme, Bjelovaru, Požegi i Zagrebu. Upisao je i studij agronomije, ali ga nikada nije završio. Istodobno s upisom na fakultet počeo je pisati i pjesme. Pjesma Himna prvi je Dončevićev objavljeni rad, a najznačajnije djelo je roman Mirotvorci u kojem realistično prikazuju provincijski život uoči Drugoga svjetskog rata. Bio je glavni urednik časopisa Republika i član JAZU.

## Djela (izbor)
- Lirika, zbirka pjesama
- Huganjske priče, zbirka pjesama
- Ljudi iz Šušnjare, zbirka novela
- Horvatova kći, roman (kasnije prerađen i nazvan Životopis bez svršetka)
- Propast, roman
- Biseri i svinje, roman
- Mirotvorci, roman
- Krvoproliće kod Krapine, roman
- Bezimeni, zbirka novela
- Kazna, drama
- Pismo majci u Zagorje, pripovijetke
- Životopis bez svršetka, roman

## Vanjske poveznice
- Dončević, Ivan Hrvatska enciklopedija. LZMK
- LZMK / Proleksis enciklopedija: Dončević, Ivan
- LZMK / Hrvatski biografski leksikon: Dončević, Ivan (autor: Krešimir Nemec, 1993.)